# Tavurvur
El monte Tavurvur es un estratovolcán ubicado en Nueva Bretaña del Este, en Papúa Nueva Guinea. Es una sub-ventilación de la caldera de Rabaul,siendo la más conocida de sus sub-ventilaciones, también lo es por ser la más activa y devastadora de estas.
Entre sus erupciones más importantes se encuentran la de 1937, cuyo resultado fue la muerte de 507 personas y la de 1994, que en un estallido del volcán, las cenizas sepultaron la ciudad de Rabaul notablemente. Otras erupciones notables fueron las de octubre de 2006, que no tuvo muertos, pero dañó 12 km² y elevó cenizas hasta 18 kilómetros al cielo. Su actividad más reciente la tuvo en agosto de 2014.